# Шалом

Шалом на івриті

Шалом (івр. שָׁלוֹם) — слово на івриті, що означає мир. Слово може означати як мир між двома сутностями (наприклад, між  Богом та людиною або між двома країнами), так і внутрішній світ або ментальний баланс індивідуума.
Може використовуватися як загальне вітання, причому і при зустрічі, і при прощанні.

## Етимологія
Слово шалом походить від основи З-Л-М (шин-ламед-мем, ש.ל.ם). Ця основа має еквіваленти в багатьох інших семітських мовах та позначає повноту, наповненість, здоров'я.
Шалом використовується у ролі імені. Воно спорідне з іменем Соломон (івр. Шломо). Відомі особистості, що носять ім'я або прізвище Шалом:
- Бен Шалом Бернанке — американський економіст, голова Федеральної резервної системи США;
- Сільван Шалом — ізраїльський політик;
- Шолом-Алейхем — письменник.

Найчастіше це ім'я носять будівлі або організації, наприклад синагога Бейт-Шалом в Шпаєрі (Німеччина), синагога Неве-Шалом в Стамбулі, і газета «Шалом», видавана там же на турецькій та ладіно. Також часто зустрічається використання цього імені в назвах магазинів та організацій, наприклад магазин товарів з Ізраїлю «Шалом Алейхем».

## Додаткова література
- Eirene, A Greek-English Lexicon of the New Testament and other Early Christian Literature (Chicago, IL: University of Chicago Press, 2000).
- Eirene, shalóm, and shalám, Nueva Concordancia Strong Exhaustiva (Miami, FL: Editorial Caribe, 2002).
- Eirene, shalom, and shalam, The New Strong's Exhaustive Concordance of the Bible (Nashville, TN: Thomas Nelson Publishers, 1990).
- Paz, Diccionario de la Lengua Española (Madrid, Spain: Real Academia Española, 2001).
- Paz, Nuevo Diccionario Bíblico (Downers Grove, IL: Ediciones Certeza, 1991).
- Shalom, The Brown-Driver-Briggs Hebrew and English Lexicon (Peabody, MA: Hendrickson Publishers, 2003